# Wenceslao Pedernera
Wenceslao Pedernera (28. září 1936, La Calera – 25. července 1976, Chilecito) byl argentinský aktivista a římský katolík, zavražděný během špinavé války. Katolická církev jej uctívá jako blahoslaveného mučedníka.

## Život
Narodil se dne 28. září 1936 v obci La Calera. V roce 1961 se přestěhoval do Mendozy, kde začal pracovat ve vinařské společnosti. Roku 1962 se oženil s Martou Ramona Cornejo, se kterou měl tři dcery, Maríu Rosu, Susanu Beatriz a Estelu Martu. Roku 1968 se začal aktivně podílet na aktivitách katolické církve. Roku 1972 se setkal s biskupem bl. Enrique Angelellim, se kterým sdílel názory ohledně politické situace a pastorace zaměřenou na chudé. Spolu s rodinou se poté přestěhoval do chudé vesnice Sañogasta. Zde organizoval katolická hnutí chudých zemědělců a dělníků.
Časté konflikty a nespokojenost vedly k rozpoutání špinavé války v Argentině, při které docházelo za aktivní účasti státní moci k perzekuci a vraždám aktivistů. Dne 24. července 1976 večer vtrhla do jeho dumu skupina ozbrojenců a před jeho rodinou ho zastřelila. Zemřel o několik hodin později v nemocnici v Chilecito.

## Úcta
Jeho beatifikační proces započal dne 24. července 2011, čímž obdržel titul služebník Boží. Dne 8. června 2018 podepsal papež František dekret o jeho mučednictví.
Blahořečen byl spolu s dalšími třemi mučedníky špinavé války (Enrique Angelelli, Carlos de Dios Murias a Gabriel Longueville) dne 27. dubna 2019 ve městě La Rioja. Obřadu předsedal jménem papeže Františka kardinál Giovanni Angelo Becciu.
Jeho památka je připomínána 17. července.